# Villaralbo
Villaralbo es un municipio y localidad española de la provincia de Zamora, en la comunidad autónoma de Castilla y León.

## Toponimia
Villar y sus variantes (Villares, Villarino o Villarejo) es uno de los topónimos más abundantes en la provincia, tanto de la toponimia mayor (Villar de Fallaves, Villar de Farfón, Villar de los Pisones, Villar del Buey, Villardeciervos, Villardiegua de la Ribera, Villardondiego, Villarejo de la Sierra, Villarino de Cebal, Villarino de Manzanas, Villarino de Sanabria y Villarino Tras la Sierra), como de la toponimia menor. Son topónimos que proceden del «villare» latino que a su vez deriva de «villa», palabra que primitivamente significó explotación agraria, luego aldea, más tarde, ya en la última época romana y en los principios de la Alta Edad Media pequeña ciudad con municipio. El derivado «villare» es, al principio, una explotación desgajada del fundo primitivo que más tarde fue fundo y que en ocasiones terminó siendo una aldea, y en otras incluso una villa. Es decir, «villare» y por tanto villar, se refiere a una localidad más pequeña que el núcleo de población designado por villa, por lo que, en general, los «villare» son más pequeñas y de menor categoría histórica y administrativa que los núcleos de población conocidos por un topónimo compuesto cuyo primer elemento es villa o villas. Además los topónimos villa se suelen deber a la repoblación cristiana de los siglos X, XI y XII, pues villa parece haber sido el apelativo con el significado de población, villa, aldea, etc. preferido por los repobladores medievales, mientras que los llamados villar, villares, villarejo o villarino proceden directamente asentamientos de época romana, como atestiguan los abundantes restos romanos que suelen ofrecer, sobre todo cerámica y tégulas.
Su nombre surge de la contracción del vocablo latino «villar» y del patronímico árabe «albo», aunque también podría ser la contracción de dos vocablos latinos, por un lado «villar» y por otro de «albo», derivado de «albus», blanco.

## Historia
La proximidad de Villaralbo al Duero es una de las causas de que este territorio fuera poblado desde la más remota antigüedad. Así lo demuestran varios yacimientos como el de «El juncal», situado a 200 m del río, que debió de ser ocupado entre el año 1700 y 1000 a. C. por miembros pertenecientes a la cultura denominada Colgotas I y del que nos ha llegado un enterramiento primario. En el paraje conocido como «Los Montones» se halló un hacha de sílex.
De la época romana han llegado numerosos restos en las cercanías, pero todo fuera de la demarcación territorial de Villaralbo. Entre ellos destaca el yacimiento de «El Alba» que fue una villa romana que estuvo situada entre Villaralbo y Villalazán, pero que en la actualidad está completamente arrasada, excepto la necrópolis excavada recientemente. Tras la invasión árabe, hubo un periodo en el que el Duero fue la frontera natural entre cristianos y musulmanes, siendo esta zona arrasada reiteradamente, tanto por las huestes cristianas como por las de Almanzor y El Wadih. Como consecuencia de dicha ocupación en Villaralbo se registraría un pago denominado Juan Morisco.
Tras su reconquista y repoblación por la monarquía leonesa, en el año 1116 la reina Urraca I de León cedió Villaescusa a la orden de San Juan, siendo este documento el más antiguo de los que hasta la fecha mencionan la existencia de esta localidad.

Vobatam id est Algodre et Holmo et Vallesa et Ordeño ac Villaralvo, et Castrello de Villavite et Vadelo et fonte de illa paenna (Fuente la Peña) et Villa Ascusa et Cañizar

Durante el Medievo la propiedad en Villaralbo estuvo en manos de la oligarquía zamorana. Muchas heredades pasaron a manos del clero, transformándose los vecinos del lugar en renteros. Fue Villa de Realengo, afecta a los tributos y derechos reales. No fue villa de señorío ni de las Órdenes.
Villaralbo fue en 1476 espectador del paso de los partidarios de Alfonso V de Portugal contendiente en la batalla de Toro frente a las tropas de Isabel la Católica. La victoria de estas últimas permitió afirmar el reinado de los Reyes Católicos.
Su cercanía al Duero le hizo protagonista de diversas riadas, como las que se dieron en 1586, 1596 y 1597. De todas ellas, la más grave fue la tercera, de la que se encuentra la siguiente referencia: «Ocurrió el 14 de enero de 1597. El río fue invadiendo progresivamente los distintos monasterios y conventos, tambaleó el puente derribando casas (pasando de ciento) (…). Villaralbo sufrió poco más o menos pero entre tanta desgracia no la hubo personal por la diligencia con que se acudió al auxilio de los que lo necesitaban».
Con la creación de las actuales provincias en 1833, Villaralbo pasó a formar parte de la provincia de Zamora, dentro de la Región Leonesa, la cual, como todas las regiones españolas de la época, carecía de competencias administrativas.
Tras la constitución de 1978, Villaralbo pasó a formar parte en 1983 de la comunidad autónoma de Castilla y León, en tanto municipio perteneciente a la provincia de Zamora.

## Geografía humana

### Demografía
Cuenta con una población de 1805 habitantes (INE 2024).
| Gráfica de evolución demográfica de Villaralbo entre 1842 y 2021                                                      |
| |
| Población de derecho según los censos de población del INE. Población de hecho según los censos de población del INE. |

| Año                  | 1842 | 1857 | 1860 | 1877 | 1887 | 1897 | 1900 | 1910 | 1920 | 1930 | 1940 | 1950 | 1960 | 1970 | 1981 | 1991 | 2001 |
| -------------------- | ---- | ---- | ---- | ---- | ---- | ---- | ---- | ---- | ---- | ---- | ---- | ---- | ---- | ---- | ---- | ---- | ---- |
| Población de Hecho   | ..   | 810  | 742  | 822  | 992  | 1112 | 1143 | 1178 | 1196 | 1171 | 1228 | 1361 | 1584 | 1535 | 1298 | 1491 | ..   |
| Población de Derecho | 392  | ..   | ..   | 808  | 992  | 1108 | 1131 | 1225 | 1233 | 1225 | 1246 | 1407 | 1590 | 1554 | 1361 | 1533 | 1649 |
| hogares              | 84   | 152  | 155  | 190  | 277  | 320  | 320  | 324  | 322  | 338  | 294  | 371  | 426  | 392  | 396  | 486  | 556  |

Aunque el número de habitantes ha crecido con los años, lo ha hecho a un ritmo lento, frenado por varios ciclos de emigraciones. Madrid, Cataluña, el País Vasco y, en menor medida, Francia fueron los destinos principales del último gran ciclo migratorio, que se dio a finales de los años cincuenta. La última cifra de población referida al 01/01/2017 es de 1866 según el INE (España)

### Transportes

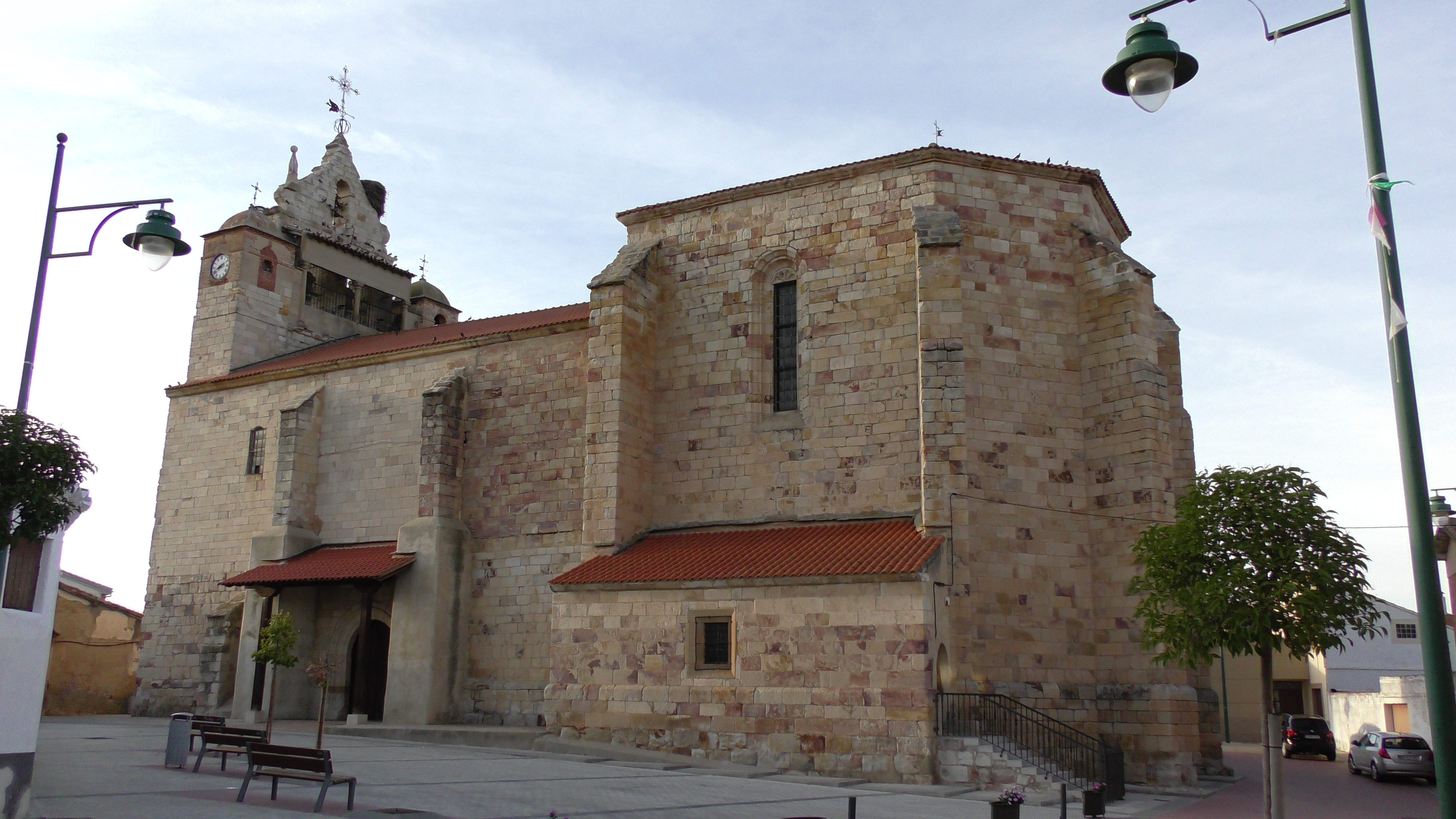
Iglesia parroquial

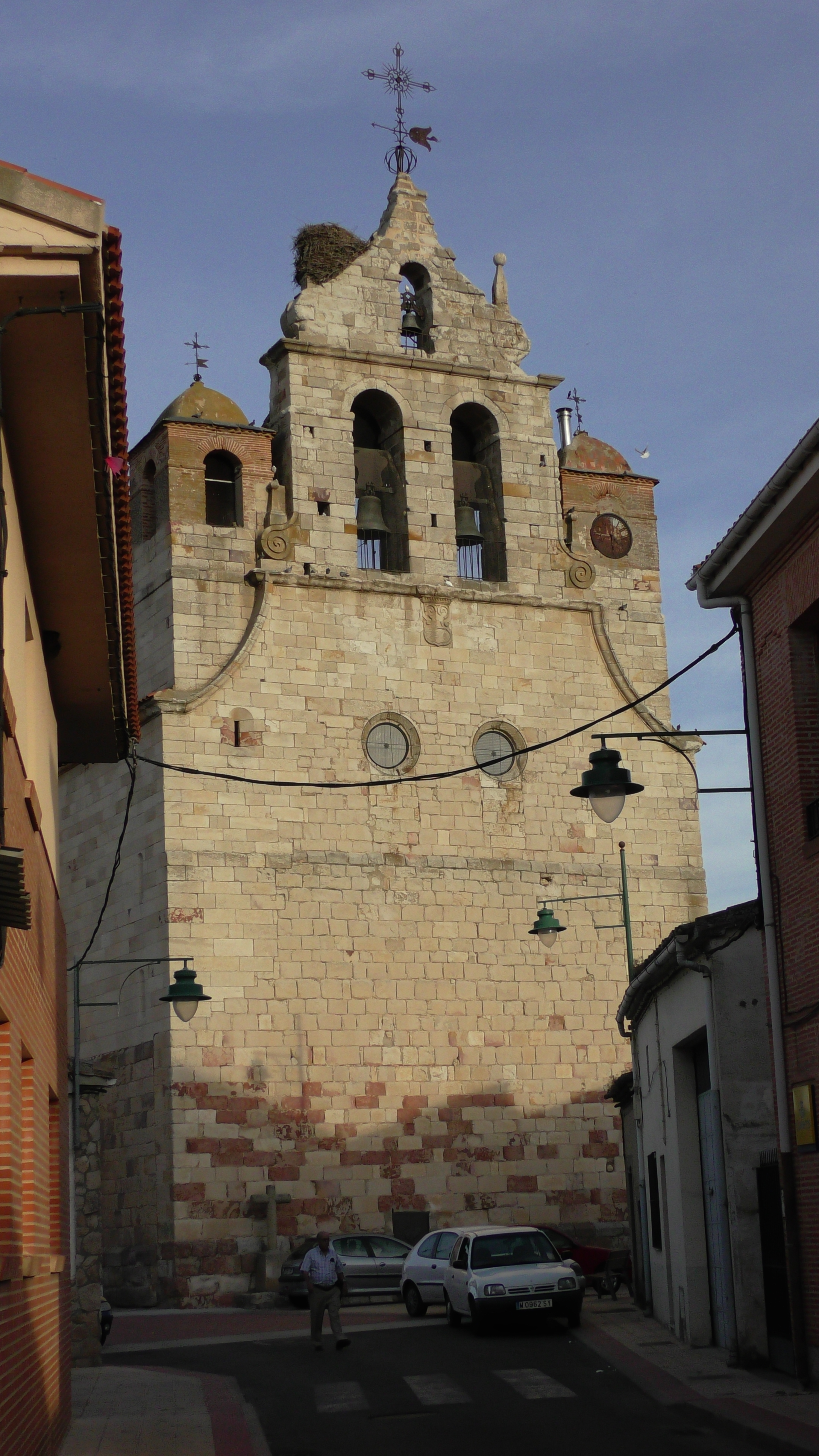
Torre de la iglesia

Atraviesa el municipio la carretera local ZA-P-1102 que permite en dirección oeste la comunicación con Villalazán y Toro, importante núcleo de servicios comarcal y que en dirección oeste enlaza con la carretera provincial ZA-610 que une con Zamora, la capital de la provincia, situada a unos 7 km. Esta carretera permite enlazar además con la carretera nacional N-630 que une Gijón con Sevilla así como a la autovía Ruta de la Plata, de igual recorrido que la anterior y con salida en el término municipal y que constituye el principal eje de transportes del oeste del país.
En cuanto al transporte público se refiere no existen servicios de tren en el municipio, siendo la estación más cercana la de Zamora y existiendo una línea regular con servicio de autobús que enlaza varias veces al día con la capital. Por otro lado el aeropuerto de Salamanca es el más cercano, estando a unos 83 km de distancia.

### Economía
Tiene una amplia y fértil vega en la que se cultivan todo tipo de productos de regadío (maíz, remolacha, alfalfa, etc.) en buena cantidad y calidad. Su economía se basa, como la mayoría de zonas rurales, en la agricultura y ganadería. Aunque el reducido grupo de agricultores existente, cada año es menor por los avances tecnológicos y la jubilación de los agricultores de mayor edad.
La cercanía de la ciudad de Zamora ha facilitado que muchos villaralbinos se desplacen diariamente a ella para acudir a su puesto de trabajo, convirtiendo a Villaralbo en una localidad satélite de la capital provincial.
Villaralbo contó también con la conocida como Fábrica de Estaño que, bajo distintos nombres (como El Águeda) y propietarios (Amilcar Ferrón, Pinheiro, etc), se dedicó a la obtención de estaño a partir del mineral tratado en sus hornos; y marcó, en parte, la vida económica e industrial del pueblo durante la segunda mitad del siglo XX. También existe una minicentral eléctrica en el río Duero que, en cierta medida, se entronca con la antigua central eléctrica fundada por Fernando Gutiérrez en la primera mitad del siglo XX, y cuyos restos aún siguen en pie. El antiguo edificio de la fábrica de telas lo ocupa hoy una de las dos residencias privadas de ancianos con las que cuenta el municipio. Además, existe un conjunto de pequeñas empresas familiares de varios sectores, pertenecientes a las ramas de actividad de la construcción y del comercio.
Históricamente contó con una notable actividad fabril, principalmente derivadas de su fábrica de telas y varias de alcoholes, hoy en día ya desaparecidas.

## Administración
| Periodo   | Nombre                                      | Partido              |
| --------- | ------------------------------------------- | -------------------- |
| 1979-1983 | Juan Rubio Higuera                          | Democracia Cristiana |
| 1983-1987 | Tomás Gallego Perero                        | PSOE                 |
| 1987-1991 | Tomás Gallego Perero                        | PSOE                 |
| 1991-1995 | Tomás Gallego Perero                        | PSOE                 |

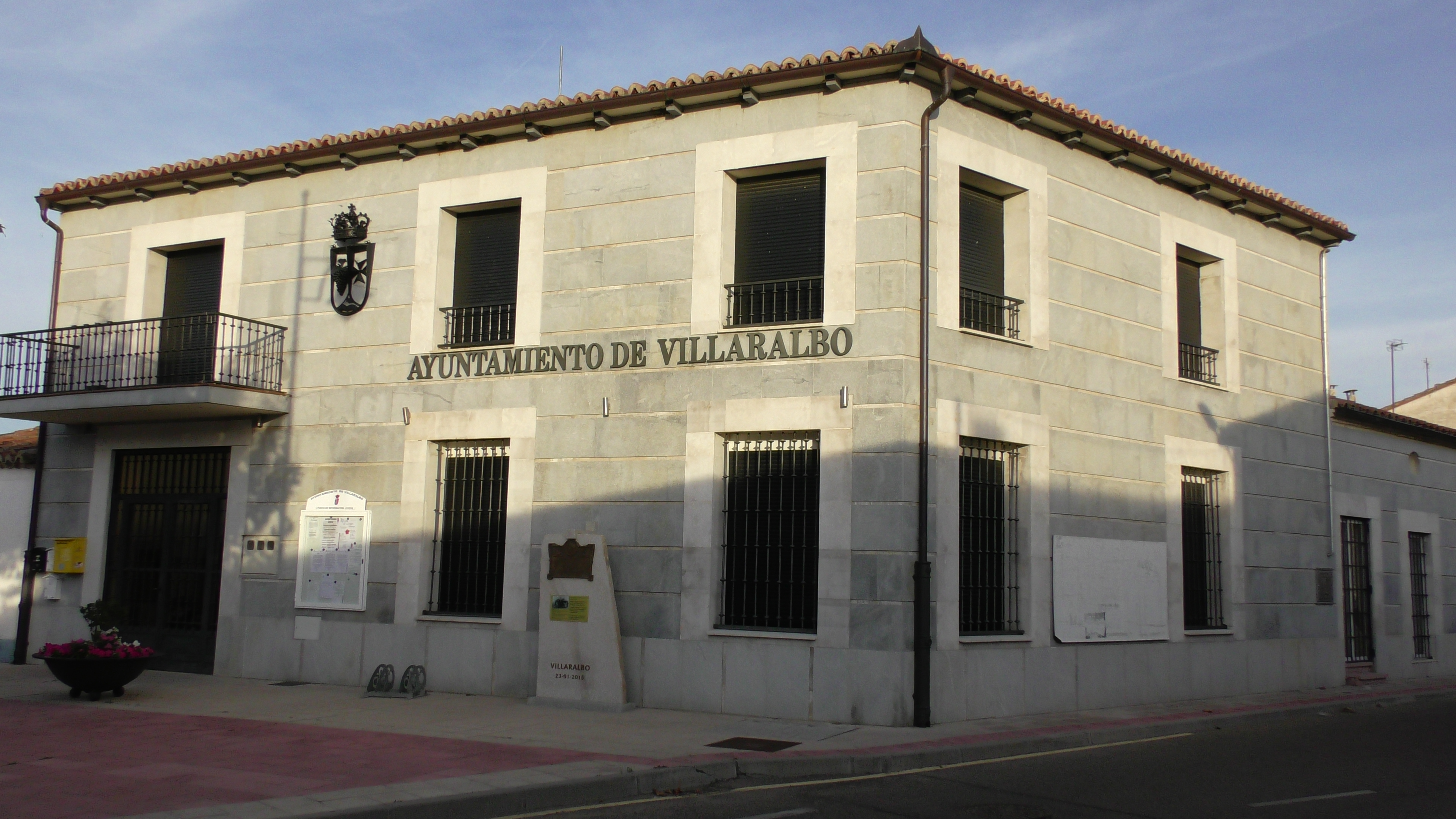
Casa consistorial

| 1995-1999 | Santiago Monje Fernández                    | PSOE                 |
| 1999-2003 | Santiago Monje Fernández                    | PSOE                 |
| 2003-2007 | Santiago Monje Fernández                    | PSOE                 |
| 2007-2011 | Santiago Lorenzo Peláez                     | PP                   |
| 2011-2015 | Felipe Juan Pascual / Miguel Martín Esteban | IU, PSOE             |
| 2015-2019 | Ana Belén González Rogado                   | IU                   |

## Fiestas

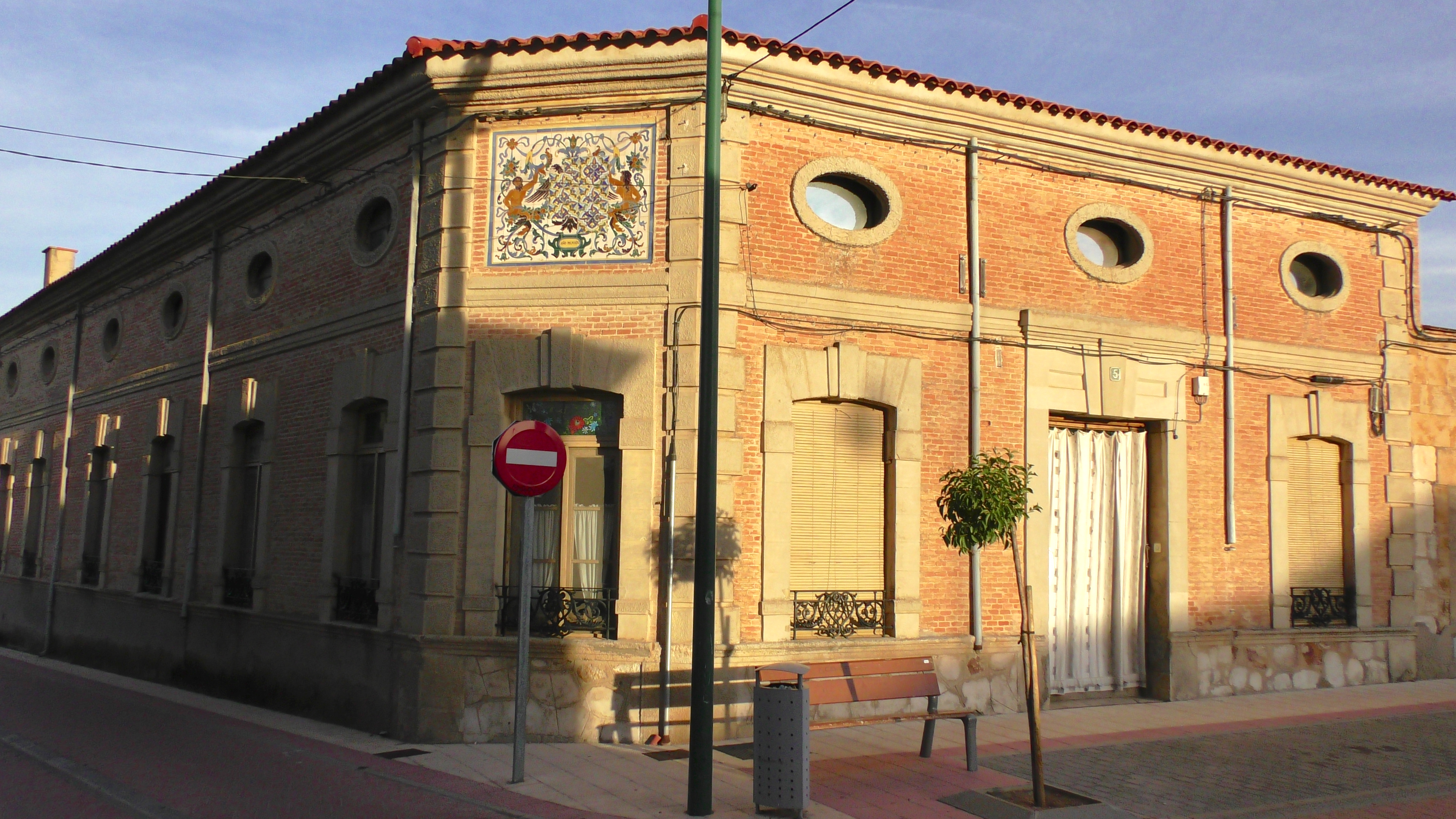
Casa modernista

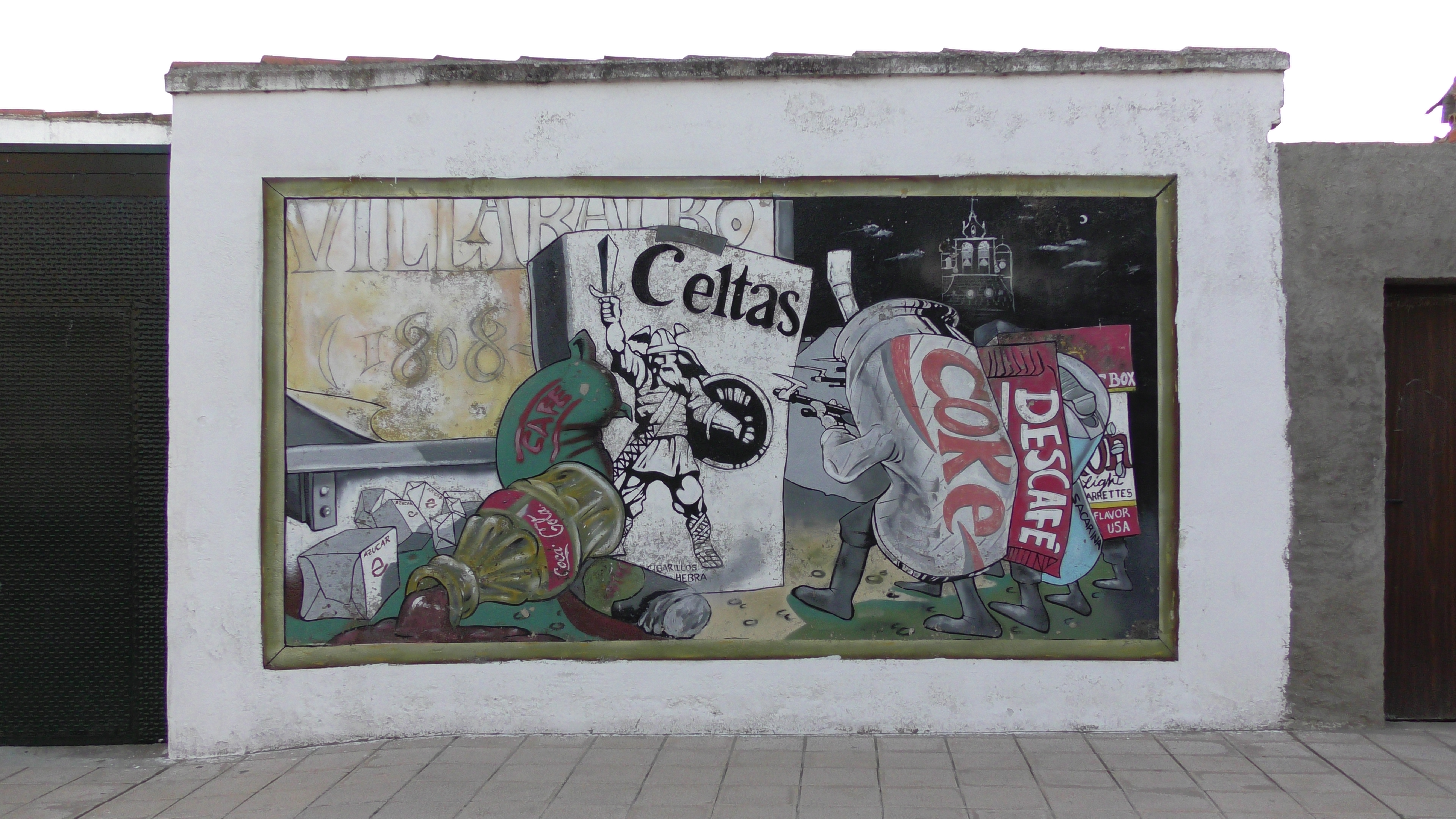
Grafiti en las calles del pueblo

El 23 de enero se celebra el patrón San Ildefonso y en mayo, junio dependiendo de la Semana Santa se celebra la Virgen del Viso (o Aviso) con una romería de los pueblos de la zona en las campas de Bamba. Sus fiestas patronales en honor a la Virgen de la Asunción se celebran en torno al 15 de agosto. También es digno de mención la organización de baile el día de Navidad y Nochevieja por parte de los quintos, así como la puesta del Mayo el día 1 de mayo.